# Borden, Indiana
Borden är en ort i Clark County i delstaten Indiana, USA.